# Hansonoperla appalachia
Hansonoperla appalachia és una espècie d'insecte plecòpter pertanyent a la família dels pèrlids.

## Descripció
- La nimfa fa entre 14 i 20 mm de llargària (les antenes fins a 10 i els cercs fins a 11), presenta un color marró daurat sense un patró característic i té quatre dents a la mandíbula dreta i cinc a l'esquerra.[6]

## Hàbitat
En el seu estadi immadur és aquàtic i viu a l'aigua dolça, mentre que com a adult és terrestre i volador.

## Distribució geogràfica
Es troba a Nord-amèrica: els Estats Units (Massachusetts, Kentucky, Nou Hampshire, Pennsilvània, Carolina del Sud, Tennessee, Virgínia i Virgínia Occidental).